# Saint-Denis-de-Pile
Saint-Denis-de-Pile é uma comuna francesa na região administrativa da Nova Aquitânia, no departamento da Gironda. Estende-se por uma área de 28,33 km². Em 2010 a comuna tinha 5 726 habitantes (densidade: 202,1 hab./km²).